# 八王子坂駅
八王子坂駅（はちおうじざかえき）は、岐阜県揖斐郡大野町にあった名古屋鉄道（名鉄）谷汲線の駅である。
更地駅 - 北野畑駅の間、黒野駅より4903m地点に存在した。谷汲線の廃止（2001年）以前に廃駅となった。

## 歴史
計画当初、この駅の設置は予定されていなかったが、1925年12月15日の「鉄道工事設計変更認可申請書」によって追加され、1926年の谷汲鉄道開業と同時に設置された。
駅名の由来となった八王子神社をはじめ、来振寺、来振神社といった付近の寺社参詣客の利用を見込んでいたが、実際に当駅を利用する参詣者は少なく、駅は谷汲鉄道が名古屋鉄道に合併した頃と同時期に休止され、そのまま復活することなく1969年に廃止された。
- 1926年（大正15年）4月6日 - 谷汲鉄道の黒野駅 - 谷汲駅間の開業により開設[4][5]。
- 1944年（昭和19年）
  - 3月1日 - 谷汲鉄道の名古屋鉄道への合併により同社の谷汲線の駅となる[5]。
  - 日時不明 - 休止[5]。
- 1969年（昭和44年）4月5日 - 廃止[5]。

## 駅構造
- 単式ホーム1面1線を持っていた[6]。

## 隣の駅
名古屋鉄道
谷汲線
更地駅 - 八王子坂駅 - 北野畑駅